# Luis Valentín Ferrada
Luis Valentín Ferrada Valenzuela (n. 28 de septiembre de 1948) es un abogado y político chileno, exdiputado de Renovación Nacional (RN) por el Distrito n.º 39 (Región del Maule).

## Biografía

### Primeros años de vida
Hijo del Dr. Luis Valentín Ferrada Urzúa, ex alcalde de Maipú (militante DC en su juventud, y luego Partido Nacional y RN), y de María Ana de la Luz Valenzuela Briseño. Estudió en el Liceo Alemán de Santiago. Se recibió de abogado en 1971, otorgándosele el premio "Luis Gutiérrez Alliende" de la Facultad de Derecho de la Pontificia Universidad Católica de Chile al mejor alumno de Derecho Comercial de la promoción. Tiene Maestrías en Derecho Constitucional y en Ciencias Políticas en la Universidad de Salamanca, España.
Fue profesor y Secretario del Departamento de Derecho Comercial de esa misma Facultad a partir de1971. En 1975 fue designado como Coordinador General o Director del Programa de Reforma de Códigos y Leyes Fundamentales de Chile, del Ministerio de Justicia, cargo que desempeñó hasta 1980.

### Actividad política
En la década de 1980 militó en el Movimiento de Unión Nacional. Postuló al Senado en 1989 como independiente por la 17.ª Circunscripción (Los Lagos Sur), sin ser electo.
Entre 1994 y 1998 fue diputado de Renovación Nacional (RN), representando al Distrito n.º 39 (Linares, Colbún, San Javier, Villa Alegre y Yerbas Buenas). Integró, entre otras, las Comisiones de Defensa Nacional; de Derechos Humanos, Nacionalidad y Ciudadanía; de Ciencias y Tecnología; Especial sobre Seguridad Ciudadana; y Especial Investigadora encargada de la disolución de Colonia Dignidad. Durante su período como congresista, en 1996, Ferrada demandó al empresario Douglas Tompkins por conductas monopólicas en relación con el mercado de propiedades en la Región de Los Lagos y la de Aysén.
En enero de 1997 fue designado como miembro de la Comisión Presidencial de la Cultura, órgano creado por el Presidente Eduardo Frei Ruiz-Tagle, antecesor de la actual institucionalidad cultural de Chile.
En 1997 postuló nuevamente al Senado por RN, esta vez en la 12.ª Circunscripción (VIII Región Costa), sin éxito. Luego de su período parlamentario se retiró del partido. Fue nuevamente candidato independiente en 2001 por el distrito n.º 39, pero no fue elegido. Sobre un eventual regreso de Ferrada a la política, se le mencionó como posible candidato de RN a la alcaldía de Maipú.
Se presentó como candidato en las elecciones de consejeros constituyentes de 2023, no resultando elegido.

### Abogacía
Luego de abandonar la política, se ha dedicado al ejercicio de su profesión. Integrante del Colegio de Abogados, es consultor del estudio Della Maggiora Eyzaguirre Ferrada, el cual es producto de la fusión de Della Maggiora Eyzaguirre con el estudio Ferrada y Cia, que él fundó en 1972. Defendió a varios Ministros de la Corte Suprema en distintas acusaciones constitucionales, entre ellos a los Presidentes de ese Tribunal, Marcos Aburto y Servando Jordán, y a los Ministros Osvaldo Faúndez, Eleodoro Ortiz, Enrique Zurita y Luis Correa Bulo.
Ferrada también ha defendido a ex uniformados de los servicios de seguridad de la dictadura militar, entre ellos el brigadier (R) Miguel Krassnoff. Asimismo, defendió a algunos militares procesados en el Caso Riggs y a uno de los médicos imputados en el Caso Frei. Respecto a la situación de los acusados por violaciones a los derechos humanos, ha sostenido la teoría de que su actuar se enmarcó en las políticas antisubversivas impulsadas por los gobiernos civiles anteriores a Pinochet, por lo menos desde 1953. Ergo, la responsabilidad por las violaciones a los derechos humanos recaería en el Estado de Chile.
Conocidas han sido también sus defensas judiciales de sacerdotes de la Iglesia católica sometidos a injuria; a la familia del expresidente Allende en contra de la revista Qué Pasa por una publicación asimismo considerada injuriosa; y a diversos parlamentarios, de diferentes partidos políticos, en causas en que se ha procurado desaforarlos por sus opiniones. Además, representó al antipoeta Nicanor Parra y a su familia en una querella contra quienes sustrajeron sus cuadernos y manuscritos originales.

### Otras actividades
Ferrada integra la Sociedad Chilena de Historia y Geografía, la Sociedad de Bibliófilos Chilenos, el Consejo Nacional del Instituto O'Higginiano, el directorio del Museo de la Chilenidad, preside la Fundación Los Huasos Quincheros y fue integrante del directorio de la Federación de Criadores de Caballos Chilenos. En este último cargo, cumplió un rol importante en el reconocimiento por parte de la FAO del caballo chileno como raza y en la dictación del Decreto N.°17 del Ministerior de Agricultura de Chile de 2011, en virtud del cual, el caballo chileno fue declarado monumento natural.
Dirige la administración de la hacienda Abránquil, en Yerbas Buenas, que incluye una biblioteca de unos dos mil títulos, particularmente sobre historia de Chile. Es dueño del criadero de caballos "De Valenzuela".

## Historial electoral

### Elecciones parlamentarias de 1989
Elecciones parlamentarias de 1989: Candidato a senador por la 17ª Circunscripción (Los Lagos Sur)

### Elecciones parlamentarias de 1993
Elecciones parlamentarias de 1993: Diputado por el Distrito nº 39 (Región del Maule)

### Elecciones parlamentarias de 1997
Elecciones parlamentarias de 1997: Candidato a senador por la 12ª Circunscripción (Biobío Costa)

### Elecciones parlamentarias de 2001
Elecciones parlamentarias de 2001: Candidato a diputado por el Distrito n.º 39 (Región del Maule)

### Elecciones de consejeros constituyentes de 2023
- Elecciones de consejeros constitucionales de 2023, para la Circunscripción 9 (Región del Maule)[29]